# Carex mildbraediana
Espèce
Classification phylogénétique
Carex mildbraediana est une espèce de plantes du genre Carex et de la famille des Cyperaceae.